# Debbie Drechsler
Debbie Drechsler, née en 1953, est une autrice de bandes dessinées et illustratrice américaine.

## Biographie
Née en 1953, à Champaign, dans l'Illinois, Debbie Drechlser est très tôt attirée par le dessin et principalement par l'illustration. Si la bande dessinée de super-héros l'intéresse durant son adolescence, elle ne prête plus attention à ce médium pendant de nombreuses années. C'est lorsqu'elle découvre un numéro de la revue féministe Wimmen's Comix que la bande dessinée refait apparition dans sa vie. Après des études aux Beaux-arts, à l'Institut de technologie de Rochester, elle commence à travailler dans le design graphique et l'imprimerie, puis elle décroche des postes d'illustratrice. Au milieu des années 1980, elle s'installe en Californie du Nord. Sa rencontre avec un dessinateur, Richard Sala, l'amène à renouer plus concrètement avec la bande dessinée. 
Ses dessins sont publiés par quelques journaux. Ses strips sont remarqués par l'éditeur alternatif américain Fantagraphics Books qui les réunit dans un album intitulé Daddy's Girl en 1996. L'album regroupe des histoires courtes qui sont autant de fragments de la vie d'une jeune fille victime d'inceste de son père, et de viol. Tout d'abord autobiographique, cet ouvrage est ensuite modifié par Debbie Drechsler qui préfère changer les prénoms de ses personnages et renforcer l'aspect fictionnel. Debbie Drechsler poursuit ensuite son travail artistique avec beaucoup de discrétion. Elle crée ainsi une série, Nowhere, qui se termine après cinq numéros en 1999 et est publiée sous forme de roman graphique sous le titre The Summer of Love en 2002. Ce second album revient sur les personnages de Daddy's Girl quelques années après les événements dépeints dans le premier album et est consacré au passage de l'enfance à l'adolescence dans un contexte de boum ratée, de complexes et de musique de Jefferson Airplane. Une jeune adolescente vit mal ses relations avec sa sœur puis ses copines. Le garçon du collège dont elle est amoureuse en aime une autre et quelques garçons lui créent une mauvaise réputation,. 
Le style de Debbie Drechsler est très spécifique : chaque millimètre de chaque case semble utilisée, avec des jeux d'ombres ou des détails, et le choix des couleurs est étonnant, renforçant l'ambiance des histoires. 
Elle a, depuis, abandonné la bande dessinée pour poursuivre sa carrière d'illustratrice,, bien que, malgré un parcours rapide, elle soit considérée comme faisant partie des dessinatrices ayant marqué l'histoire de la BD.

## Récompenses
- 1997 : Prix Ignatz du nouveau talent prometteur pour Nowhere
- 2000 :  Prix Urhunden du meilleur album étranger pour Daddy's Girl

En 2005, l'album The Summer of Love est nommé au Festival international de la bande dessinée d'Angoulême.

## Œuvres publiées

### Périodiques (comics) en anglais
- Nowhere no 1 à 5, Drawn & Quarterly, 1996-1999. Les cinq périodiques ont été compilés dans The Summer of Love

### Albums en anglais
- Daddy's Girl, Fantagraphics Books,  (ISBN 156097303X), 1996
- The Summer of Love, Drawn & Quarterly,  (ISBN 1896597378), 2002

### Albums en français
- Daddy's Girl, L'Association, 1999[8]
- The Summer of Love, L'Association, 2004

### Collectifs en anglais
- Going Steady, une planche dans Drawn & Quarterly volume 1 n°9, Drawn & Quarterly, 1992
- Visitors in the Night, six planches dans Drawn & Quarterly volume 1 n°10, Drawn & Quarterly, 1993. Réimprimé dans The Best of Drawn & Quarterly, Drawn & Quarterly,  (ISBN 0969670141), 1993
- Making Friends, deux planches dans Drawn & Quarterly volume 1 n°10, Drawn & Quarterly, 1993
- Constellations, cinq planches couleurs dans The Best of Drawn & Quarterly, Drawn & Quarterly,  (ISBN 0969670141), 1993
- Helping the Poor, trois planches dans Weirdo n°28, Last Gasp, 1993
- Sixteen, dix planches dans Twisted Sisters: Drawing the Line volume 2, Kitchen Sink Press,  (ISBN 0878163441), 1995
- The Dead of Winter, six planches dans Drawn & Quarterly volume 2 n°5, Drawn and Quarterly, 1996